# Elliðavatn
Elliðavatn är en sjö på Island. Dess yta är 1,8 km2.